# Son Jun-ho (cầu thủ bóng đá)
Đây là một tên người Triều Tiên, họ là Son.
Son Jun-ho (tiếng Hàn: 손준호; sinh ngày 12 tháng 5 năm 1992) là một cầu thủ bóng đá Hàn Quốc thi đấu ở vị trí tiền vệ trung tâm cho Jeonbuk Hyundai Motors.

## Sự nghiệp
Anh gia nhập Pohang Steelers trước khi mùa giải 2014 khởi tranh.